# Raphaël Mathié
Raphaël Mathié est un réalisateur français.

## Biographie
Journaliste diplômé du Centre universitaire de journalisme de Strasbourg en 1993, Raphaël Mathié exerce pendant une dizaine d'années dans la presse écrite avant de suivre une formation à la réalisation documentaire aux ateliers Varan.
Il se consacre dès lors au documentaire, tournant plusieurs courts métrages. Son premier long métrage, Dernière Saison (Combalimon) est présenté au Festival de Cannes en 2007 dans la programmation de l'ACID.

## Filmographie

### Courts métrages
- 2004 : Terres amères
- 2011 : Le Cri
- 2014 : Les Naufrageurs

### Longs métrages
- 2007 : Dernière saison (Combalimon)
- 2022 : Là-haut perchés